# Cathy Benedetto
Catherine L. Benedetto, detta Cathy (28 giugno 1946), è un'ex cestista e allenatrice di pallacanestro statunitense.

## Carriera
Con gli Stati Uniti disputò i Campionati mondiali del 1967 e vinse la medaglia d'argento con gli Stati Uniti ai Giochi panamericani di Winnipeg 1967.
Nel 1980 è stata nominata allenatrice della New Mexico State University.
Nel 1983 è stata introdotta nella Central Washington Athletics Hall of Fame.